# Pic dels Pedrons
El Pic dels Pedrons és una muntanya de 2.715 metres d'altitud situada al sud-oest del massís del Carlit, en el terme comunal de Porta, a l'Alta Cerdanya, de la Catalunya del Nord.
Està situat al nord-oest del terme de Porta, en un apèndix d'aquest terme cap al nord que s'adreça a la riba dreta de l'Arieja. És al nord del Pla de la Portella de les Valletes, dels Pics de Font Negra i de la Portella de les Valletes. És damunt al sud-est del Pas de la Casa.
Aquest cim està inclòs al llistat dels 100 cims de la FEEC
És destí freqüent de moltes de les rutes d'excursionisme de les muntanyes entre Andorra i la Cerdanya.